# Холлис, Марк
Марк Дэ́вид Хо́ллис (англ. Mark David Hollis; 4 января 1955, Тоттенем, Лондон — 25 февраля 2019) — британский рок-музыкант и автор песен, основатель и вокалист синти-поп-группы Talk Talk.
Автор таких хитов группы, как «It’s My Life», «Such a Shame», «Talk Talk».

## Биография

### Ранние годы
Родился в лондонском районе Тоттенем. Младший брат Эда Холлиса, продюсера и менеджера рок-группы Eddie and the Hot Rods. Учился на детского психолога, но в 1975 году бросил университет и переехал в Лондон, где основал группу The Reaction. В 1977-м группа записала в Island Records первую демонстрационную плёнку, однако распалась в 1978 году, выпустив лишь один сингл «I Can’t Resist». Тогда же Холлис познакомился с Саймоном Бреннером, Ли Харрисом и Полом Уэббом, совместно с которыми в 1981 году создал Talk Talk.

### После распада группы
В 1998 году Холлис выпустил свой единственный сольный альбом Mark Hollis.
В 2001 году участвовал в записи альбома Ани Гарбарек Smiling and Waving.
В 2012 году написал саундтрек «ARB Section 1» для телесериала «Босс».

### Личная жизнь
После выпуска сольного альбома в 1998 году Холлис ушёл из музыкального бизнеса, для того чтобы уделять внимание семье. Он был женат и имел двоих детей.
Умер 25 февраля 2019 года.